# Stylik trzonkówek

Stylik oznaczony liczbą 19

Stylik, trzonek, pomostek, pedicel – przewężenie za pierwszym segmentem odwłoka błonkoskrzydłych z podrzędu trzonkówek (stylikowców), oddzielające mezosomę od metasomy.
Stylik trzonkówek wykształca się w czasie trwania stadium poczwarki za pierwszym segmentem odwłoka. Pierwszy segment odwłoka nosi w tym przypadku nazwę pozatułowia i łączy się z tułowiem tworząc mezosomę. Pozostałą część odwłoka określa się metasomą. Pomostek może być zbudowany z jednego segmentu i wówczas cały określany jest jako petiolus. U wielu mrówek występuje pomostek dwuczłonowy i wówczas pierwszy segment tego przewężenia nazywany jest petiolus natomiast drugi postpetiolus.
Obecność stylika zapewnia większą ruchliwość metasomy, usprawniając stosowanie pokładełka i żądła.